# Aleksandr Popov (zwemmer)
Aleksandr Vladimirovitsj Popov (Russisch: Алэксандрь Владимирович Попов) (Sverdlovsk, 16 november 1971) is een Russisch zwemmer, die faam maakte op de vrije slag, maar begon op de rugslag.
Popov was een van de snelste zwemmers van de jaren negentig. Bij de Olympische Zomerspelen van 1992 in Barcelona won The Russian Rocket goud op de vijftig en honderd meter vrije slag. In 1996 in Atlanta herhaalde hij deze dubbelslag. Bij beide Spelen behaalde hij ook enkele zilveren medailles.
In 1996, niet lang na de Spelen in de Verenigde Staten, werd Popov door een marktkoopman uit Azerbeidzjan neergestoken in de straten van Moskou. Hij herstelde en won de honderd meter vrije slag bij het WK van 1998. Bij de Spelen van Sydney kwam hij echter 'slechts' tot een zilveren medaille op de honderd meter vrije slag. Op de vijftig meter werd hij zesde.
Hij was bij de laatste gelegenheid een van de weinige zwemmers in een traditionele zwembroek; de meesten verkozen in die tijd het speciale haaienpak dat minder waterweerstand zou moeten opleveren. Bij de Olympische Zomerspelen 2004 in Athene valt hij voor het eerst buiten de prijzen.
Popov is lid van het Internationaal Olympisch Comité en de atletencommissie van het IOC. Sinds 1993 woont Alexander de Grote samen met zijn vrouw, zijn kinderen en zijn coach Gennadi Toeretski in Canberra, Australië. In 2003 verhuisde hij naar Zwitserland, alwaar hij zijn carrière begin 2005 officieel besloot met een groot afscheidsgala.

## Internationale erelijst
| 1991 | Europese kampioenschappen, lange baan (50 meter) in Athene:        | Europese kampioenschappen, lange baan (50 meter) in Athene: |
| 1991 | Eerste op de 100 meter vrije slag                                  | 49,18                                                       |
| 1991 | Europese kampioenschappen, korte baan (25 meter) in Gelsenkirchen: |                                                             |
| 1991 | Eerste plaats op de 50 meter vrije slag                            | 22,16                                                       |
| 1992 | Olympische Spelen, lange baan in Barcelona:                        | Olympische Spelen, lange baan in Barcelona:                 |
| 1992 | Eerste plaats op de 50 meter vrije slag                            | 21,91                                                       |
| 1992 | Eerste plaats op de 100 meter vrije slag                           | 49,02                                                       |
| 1993 | Europese kampioenschappen, lange baan in Sheffield:                | Europese kampioenschappen, lange baan in Sheffield:         |
| 1993 | Eerste op de 50 meter vrije slag                                   | 22,27                                                       |
| 1993 | Eerste op de 100 meter vrije slag                                  | 49,15                                                       |
| 1994 | Wereldkampioenschappen, lange baan in Rome:                        | Wereldkampioenschappen, lange baan in Rome:                 |
| 1994 | Eerste op de 50 meter vrije slag                                   | 22,17                                                       |
| 1994 | Eerste op de 100 meter vrije slag                                  | 49,21                                                       |
| 1995 | Europese kampioenschappen, lange baan in Wenen:                    | Europese kampioenschappen, lange baan in Wenen:             |
| 1995 | Eerste op de 50 meter vrije slag                                   | 22,25                                                       |
| 1995 | Eerste op de 100 meter vrije slag                                  | 49,10                                                       |
| 1996 | Olympische Spelen, lange baan in Atlanta:                          | Olympische Spelen, lange baan in Atlanta:                   |
| 1996 | Eerste op de 50 meter vrije slag                                   | 22,13                                                       |
| 1996 | Eerste op de 100 meter vrije slag                                  | 48,74                                                       |
| 1997 | Europese kampioenschappen, lange baan in Sevilla:                  | Europese kampioenschappen, lange baan in Sevilla:           |
| 1997 | Eerste op de 50 meter vrije slag                                   | 22,30                                                       |
| 1997 | Eerste op de 100 meter vrije slag                                  | 49,09                                                       |
| 1998 | Wereldkampioenschappen, lange baan in Perth:                       | Wereldkampioenschappen, lange baan in Perth:                |
| 1998 | Tweede op de 50 meter vrije slag                                   | 22,43                                                       |
| 1998 | Eerste op de 100 meter vrije slag                                  | 48,93                                                       |
| 1999 | Wereldkampioenschappen, korte baan in Hongkong:                    | Wereldkampioenschappen, korte baan in Hongkong:             |
| 1999 | Vijfde op de 50 meter vrije slag                                   | 22,10                                                       |
| 1999 | Europese kampioenschappen, lange baan in Istanboel:                |                                                             |
| 1999 | Derde op de 50 meter vrije slag                                    | 22,32                                                       |
| 1999 | Tweede op de 100 meter vrije slag                                  | 48,82                                                       |
| 2000 | Wereldkampioenschappen, korte baan in Athene:                      | Wereldkampioenschappen, korte baan in Athene:               |
| 2000 | Vijfde op de 50 meter vrije slag                                   | 22,10                                                       |
| 2000 | Zesde op de 4×100 meter vrije slag (slotzwemmer)                   | 3.14,99                                                     |
| 2000 | Europese kampioenschappen, lange baan in Helsinki:                 |                                                             |
| 2000 | Eerste op de 50 meter vrije slag                                   | 21,95                                                       |
| 2000 | Eerste op de 100 meter vrije slag                                  | 48,61                                                       |
| 2000 | Eerste op de 4×100 meter vrije slag (slotzwemmer)                  | 48,79                                                       |
| 2000 | Eerste op de 4×100 meter wisselslag (slotzwemmer)                  | 48,51                                                       |
| 2000 | Olympische Spelen, lange baan in Sydney:                           |                                                             |
| 2000 | Zesde op de 50 meter vrije slag                                    | 22,24                                                       |
| 2000 | Tweede op de 100 meter vrije slag                                  | 48,69                                                       |
| 2002 | Wereldkampioenschappen, korte baan in Moskou:                      | Wereldkampioenschappen, korte baan in Moskou:               |
| 2002 | Derde op de 50 meter vrije slag                                    | 21,55                                                       |
| 2002 | Derde op de 4×100 meter vrije slag (slotzwemmer)                   | 3.11,24                                                     |
| 2002 | Europese kampioenschappen, lange baan in Berlijn:                  |                                                             |
| 2002 | Vijfde op de 50 meter vrije slag                                   | 22,35                                                       |
| 2002 | Tweede op de 100 meter vrije slag                                  | 48,94                                                       |
| 2002 | Eerste op de 4×100 meter wisselslag (slotzwemmer)                  | 3.36,21                                                     |
| 2003 | Wereldkampioenschappen, lange baan in Barcelona:                   | Wereldkampioenschappen, lange baan in Barcelona:            |
| 2003 | Eerste op de 50 meter vrije slag                                   | 21,92                                                       |
| 2003 | Eerste op de 100 meter vrije slag                                  | 48,42                                                       |
| 2003 | Eerste op de 4×100 meter vrije slag (slotzwemmer)                  | 3.14,06                                                     |
| 2003 | Tweede op de 4×100 meter wisselslag (slotzwemmer)                  | 3.34,72                                                     |
| 2004 | Europese kampioenschappen, lange baan in Madrid:                   | Europese kampioenschappen, lange baan in Madrid:            |
| 2004 | Eerste op de 50 meter vrije slag                                   | 22,32                                                       |
| 2004 | Olympische Spelen, lange baan in Athene:                           |                                                             |
| 2004 | Vierde op de 4×100 meter vrije slag (slotzwemmer)                  | 3.15,75                                                     |
| 2004 | Vierde op de 4×100 meter wisselslag (slotzwemmer)                  | 3.35,91                                                     |